# レクサス・GS F
GS F（ジーエス・エフ、Lexus GS F）は、トヨタ自動車が展開する高級車ブランド「レクサス」が販売した「GS」をベースとしたスポーツモデルで、レクサス・Fシリーズの一台である。

## 概要
「GS F」は、「日常からサーキットまで、誰もがシームレスに走りを楽しめる」という「F」のフィロソフィーを幅広く展開するために開発された4ドアスポーツセダンである。「F」モデルの新型セダンの投入は、2007年10月デビューの「IS F」以来、8年振りとなった。

### メカニズム
エンジンは「RC F」と共通のV型8気筒5.0L「2UR-GSE」型を搭載する。吸排気バルブの開閉タイミングを制御するVVT-iEの最適化などにより、351kW（477PS）を発揮する。また、エンジン組み立て後に一基ずつエンジン回転バランスを調整し、自然吸気エンジンならではのリニア感やレスポンスの良さを追求した。加えて、街中などでの定常走行域では、アトキンソンサイクルとすることで燃費・環境性能を向上させている。組み合わせるトランスミッションは、電子制御8速AT「8-Speed SPDS」を採用。Mポジション選択時には最短0.1秒での変速が可能となる。当初はLFAに用いられたLRエンジンの搭載も考えられたが採算面の問題で2UR型に変更された。
ボディ剛性強化のため、レーザー溶接、スポット打点の増し打ちに加え、高剛性ガラス接着剤やレーザースクリューウェルディングなどのボディ技術を導入。さらにフロントブレース、リヤボディブレースの剛性向上、ボディとの締結構造の追加などを実施し、サーキット走行に対応する強固な骨格を実現した。
空力面ではフラットな整流面をもつエンジンアンダーカバーの採用に加え、リヤフロアアンダーカバーによる床下切り上げ角の最適化する等、床下の整流を追求し、空力性能の向上を図った。さらに各アンダーカバーにエアロスタビライジングフィンを設け、空気の流れを積極的に利用することで操縦安定性の向上に寄与している。
ブレーキは、フロントに対向6ピストン、リアに対向4ピストンのアルミ製モノブロックキャリパーを採用。マスターシリンダーの大径化、ペダル比の最適化などにより応答性とリニアな利きを追求。また、高摩擦パッドなどの採用により、高い剛性と耐フェード性を確保している。さらに“F”専用オレンジブレーキキャリパー（フロント・リヤ）をメーカーオプション設定とした。
サスペンションは、ジオメトリーの最適化を狙いパーツを新設計。また、RC Fではメーカーオプションである駆動力制御システム「TVD」を標準装備し、走行状態に応じて後輪左右の駆動力を最適に電子制御し、コーナリング時に理想的な車両挙動を実現。「STANDARD」、「SLALOM」、「CIRCUIT」の3モードを設定し、一般道からサーキットまで幅広い走行シーンで意のままのコーナリングを追求した。また、2016年9月の一部改良では、「NAVI・AI-AVS」を採用した。

### デザイン・パッケージング
エクステリアはフロントバンパー、フロントグリル、前後フェンダーとサイドシル、“F”を象徴する4連エキゾーストディフューザーを配置したリヤバンパー下部等が専用デザインとなる。ベースの「GS」に対し、全長は35mm延長され4,915mmに、全幅は15mm拡大され1,855mmとなった。フロントの大型スピンドルグリルや大型エアダクトにより、過酷なサーキット走行にも対応した冷却性能を確保するとともに、大きく張り出したフロントフェンダーフレアには、“F”アイデンティティでもあるL字型のサイドエアアウトレットを採用。グリルロアモールとリヤスポイラーにカーボンパーツを採用し、軽量化と高剛性化を両立し、効果的なダウンフォースに寄与している。また、“F”専用の漆黒メッキグリルモールに加え、センターピラー、アウターミラーには、ホイールの色味とコーディネートした艶金属調ダーク塗装を施している。さらに、ホイールは、鍛造と三次元切削によって、精緻なスポークがレイヤーで構成された新意匠の19インチ大型アルミホイールを採用している。
インテリアでは、フロントに表皮一体発泡成型によるハイバックスポーツシートを採用。また、本革ステアリングは、サーキット走行を繰り返し行ったテストドライバーの評価により、理想的な太さとグリップ感を実現。さらに、ステアリングホイールとシフトノブは、“F”の記号性でもあるホワイト、ブラック、ブルーの3色によるかがり縫いステッチを採用。アルミ製スポーツペダルとフットレストには、ペダルを踏み込む際の軌道とリンクしたスリットパターンを新たに採用している。
各ドライブモード（ECO、NORMAL、SPORT S、SPORT S+）に準じてメーター表示が切り替わる大口径センターメーター（液晶表示切替式）を採用するとともに、少ない視線移動で必要な情報をすばやく認識できるカラーヘッドアップディスプレイをメーカーオプション設定とした。また、メーターフード、インストルメントパネル上部、センターコンソール、パームレスト、ドアトリムアームレストの表皮にアルカンターラを採用。さらにインストルメントパネル表皮にはレクサススポーツの象徴である「LFA」に採用されたLEXUSロゴ入り飾り鋲を4箇所に配置した。

### 安全性
安全装備では、予防安全パッケージ「Lexus Safety System +」を標準装備。プリクラッシュセーフティシステム（歩行者検知機能付衝突回避支援タイプ）、レーンディパーチャーアラート（ステアリング制御機能付）、アダプティブハイビームシステム、レーダークルーズコントロール（ブレーキ制御付）をパッケージ化し、安全運転支援の強化。また、2017年8月の一部改良では、新たにレーンキーピングアシストを採用する等、随時機能強化が実施されている。

## 年表
2015年1月13日
2015年北米国際自動車ショー（デトロイトモーターショー）で「GS F」をワールドプレミア。
2015年後半に発売予定、と発表された。
2015年10月9日
第44回東京モーターショー2015で「GS F」を日本初公開する、と発表。
2015年11月25日
「GS F」を発売。
4代目「GS」に実施されたマイナーチェンジと同時に発売が行われた。ボディカラーは、「ホワイトノーヴァガラスフレーク」、「マーキュリーグレーマイカ」、「ソニックシルバー」、「ソニックチタニウム」、「グラファイトブラックガラスフレーク」、「レッドマイカクリスタルシャイン」、「ラヴァオレンジクリスタルシャイン」、「ヒートブルーコントラストレイヤリング」（メーカーオプション）の全8色を設定する。
インテリアでは、シートマテリアルが「アルカンターラ/ セミアニリン本革」、インテリアカラーは「ブラック」が標準設定。また、メーカーオプションのセミアリニン本革シートを選択した場合、インテリアカラーは「ブラック」に加えて、「ブラック＆アクセントホワイト」、「フレアレッド」、「ブラック＆アクセントオレンジ」の3色が追加となる。また、オーナメントパネルは、「本アルミ（名栗調仕上げ/ミディアムシルバー）が標準設定。「カーボン」、「フォージドコンポジットカーボン」がメーカーオプションとして設定されている。
2016年9月21日
一部改良。
新たに“F”モデル用に開発したNAVI・AI-AVSを標準装備。ショックアブソーバーの減衰力を最適に電子制御し、ロール姿勢の最適化・ステアリングレスポンスの向上を図ることで優れた操縦安定性とフラットな乗り心地を両立。また、ナビゲーションのコーナー情報から予め制御を行うことで優れた旋回性能を確保した。合わせて、電動パワーステアリング、VSCのチューニングを実施した。
ドライブモードセレクトに、CUSTOMIZEモードを新たに設定。パワートレイン、シャシー、エアコンの各制御の組み合わせをドライバーの好みで選択可能とした。
AMラジオが聴きとりにくい地域でも、FM放送でAMラジオの番組が聴けるワイドFMに対応した。
ボディカラーは、「マーキュリーグレーマイカ」に替わり「ダークグレーマイカ」を設定した。
2017年8月31日
一部改良。
予防安全パッケージ「Lexus Safety System +」の機能を拡充。レーダークルーズコントロールに全車速追従機能を追加したほか、レーンディパーチャーアラート（ステアリング制御機能付）に替わって、レーンキーピングアシストを採用し、運転支援機能を強化した。
インテリアカラーには「ブラック＆アクセントフレアレッド」を追加設定し、5色展開とした。
ボディカラーは「ラヴァオレンジクリスタルシャイン」が廃止され、全7色に変更となった。
2018年2月1日
特別仕様車「F 10th Anniversary」を限定発売。
“F”誕生10周年を記念した特別仕様車「F 10th Anniversary」を設定し、2月1日から先着順で予約受付を実施することを発表。同年5月に台数限定（25台）で発売された。
エクステリアは、新規開発されたボディカラー「マット マーキュリーグレーマイカ」を採用したほか、専用CFRPリヤディフューザーや、専用チタンマフラー／ブルーサテンマフラーバッフルを採用し軽量化。パフォーマンスダンパーの採用とともに、走行性能の向上を図った。また、BBS製鍛造アルミホイール（10本スポーク）は「専用ブラック塗装」を施したほか、専用ブルーブレーキキャリパーを特別装備とした。
インテリアでは、“F”のシンボルカラーであるヒートブルーをモチーフとした専用インテリアカラー「ブルー」を採用。トータルコーディネートされた、セミアニリン本革ブルー&アクセントホワイトハイバックスポーツシート（前席）／専用セミアニリン本革ブルーシート（後席）、ブルー&アクセントホワイトステアリング／シフトノブ、ブルーカーボンオーナメントパネル、アニバーサリープレートを特別装備とした。
2018年5月10日
一部改良。
走行中に見えにくい併走車の存在を知らせるブラインドスポットモニターを標準装備に変更。また、ボディカラーには「ネープルスイエローコントラストレイヤリング」（メーカーオプション）が追加され、全8色となった。
2019年10月1日
一部改良。
外観は標準設定の軽量鍛造アルミホイールにマットブラック塗装を、ドアミラーとBピラーガーニッシュにブラックの配色が施され、Brembo製ブレーキキャリパーはオレンジに加えて新色のブルーの選択が可能となった。内装は内装色の「ブラック&アクセントホワイト」において配色が変更された。足回りではサスペンションが改良され、ステアリングブッシュの剛性を高めるとともに、リヤトーコントロールアームブラケットがアルミダイキャスト化された。
2020年9月7日
折からのセダン市場の慢性的な冷え込み・縮小などに伴う販売不振のため、ベースとなったGSも含めて販売終了。これと同時に公式ホームページへの掲載を終了した。今後は既存のプレミアム・スポーツクーペであるRC Fや2021年2月に北米で発表されたIS 500 F SPORT Performanceが事実上、間接的な代替車種となる。